# Agrilus adspersus
Agrilus adspersus (лат.) — вид узкотелых жуков-златок.

## Распространение
Индия, Бангладеш, Непал.

## Описание
Длина взрослых насекомых (имаго) 6,6—7,9 мм. Тело с четырьмя парами крупных опушенных пятен. Голова и пронотум с тонкой скульптурой. Тело узкое, основная окраска со спинной стороны тёмно-бронзовая с зеленоватым отблеском. Переднегрудь с воротничком. Боковой край переднеспинки цельный, гладкий. Глаза крупные, почти соприкасаются с переднеспинкой. Личинки развиваются на различных лиственных деревьях. Встречаются с апреля по июль на высотах около 900 м. Валидный статус был подтверждён в ходе ревизии, проведённой в 2011 году канадскими колеоптерологами Эдвардом Йендеком (Eduard Jendek) и Василием Гребенниковым (Оттава, Канада).